# Комиссары исполнительной власти
Комиссары исполнительной власти (фр. commissaires du pouvoir exécutif) — во Франции в эпоху революции должностные лица, в обязанности которых входило наблюдение за исполнением декретов Учредительного собрания, которое впервые и назначило их.
Декрет 14 сентября 1792 года ограничил полномочия комиссаров, но Конвент опять расширил их. При судебных учреждениях они играли очень важную роль и даже заменяли собой прокурорский надзор. В то время они были преимущественно агентами Комитета общественного спасения.
Существовали также при временном правительстве 1848 года.